# 산불 (1967년 영화)
《산불》은 1967년 공개된 대한민국의 영화이다.

## 시놉시스
이 멜로드라마는 지리산의 한 마을에 잠입한 공산군을 숨겨준 한 남자를 주인공으로 한다. 대나무 숲에서 그 병사를 발견한 한 과부가 그를 찾아가 성관계를 갖는다. 임신 사실을 알게 된 그녀는 자살한다. 마을 사람들이 남아 있던 공산군을 몰아내기 위해 숲을 불태우자, 병사를 숨겨준 남자는 그를 구출하려다 목숨을 잃는다. 이 드라마는 소설을 원작으로 한다.

## 배역
- 신영균 : 공비 역
- 주증녀 : 점례 역
- 도금봉 : 사월 역
- 황정순 : 사월 친어머니 역
- 한은진 : 점례 시어머니 역
- 김정옥
- 전영주
- 김효진
- 김영옥
- 안인숙
- 송미남
- 이일선
- 윤산
- 정득순
- 전숙
- 윤신옥
- 김신명

## 수상
- 1967년 제5회 청룡영화상
  - 최우수작품상
  - 여우주연상 - 주증녀
  - 각본상 - 신봉승
- 1968년 제11회 부일영화상
  - 최우수작품상
  - 여우주연상 - 주증녀
- 제2회 대일영화상
  - 작품상